# 山地家蝠
山地家蝠（學名：Pipistrellus collinus）是分布於巴布亞新幾內亞和西巴布亞的一種伏翼屬蝙蝠。同屬的成員還有伏翼。